# Gold: Greatest Hits
| Đánh giá chuyên môn | Đánh giá chuyên môn |
| Nguồn đánh giá      | Nguồn đánh giá      |
| Nguồn               | Đánh giá            |
| ------------------- | ------------------- |
| Allmusic            | [ 1 ]               |
| Blender             | [ 2 ]               |

Gold: Greatest Hits là một album tuyển tập của ban nhạc pop người Thuỵ Điển ABBA. Nó được phát hành vào ngày 21 tháng 9 năm 1992 thông qua PolyGram. Đây là album tổng hợp đầu tiên được ra mắt từ sau khi hãng đĩa sáp nhập cùng Polar Music và giúp cho ABBA có được quyền sản xuất nó. Vào 1998, PolyGram lại sáp nhập vào với hãng Universal Music Group. Với lượng doanh số vượt 28 triệu đĩa, đây là album bán chạy nhất của ban nhạc cũng như là một trong những album bán chạy nhất trên thế giới tính đến hiện nay.

## Khái quát
Trước khi album này ra mắt, tất cả những album tuyển tập trước đây của ABBA đều bị huỷ và chỉ còn lại bản gốc trong album phòng thu (cùng với album thu trực tiếp năm 1986) là còn được phát hành. Gold: Greatest Hits có được sự đón nhận tốt từ phía công chúng yêu nhạc, và tiếp tục trở thành một trong những album bán chạy nhất mọi thời đại. Với con số thống kê vào năm 2009 lên đến 28 triệu đĩa, Gold: Greatest Hits cho thấy sự thành công lớn của nhóm nhạc. Đến tháng 5 năm 2013 nó đã trở thành album bán chạy thứ hai mọi thời đại tại vương quốc Anh, xếp trên cả album cực kì thành công trước đó của The Beatles - Sgt. Pepper's Lonely Hearts Club Band. Tính đến nay, nó đã tiêu thụ thêm 5,100,000 bản tại Anh, giúp ABBA gia nhập cùng Queen và The Beatles trở thành ba đại diện duy nhất có được album bán trên 5 triệu đĩa. Album bắt đầu tấn công UK Albums Chart tại vị trí số 1 vào tháng 10 năm 1992, và đã trở lại vị trí đầu bảng 4 lần sau đó, lần gần nhất là vào năm 2008. Nó đạt hầu như mọi vị trí tại top 75, trong khi hằng năm nó đều góp mặt trong bảng xếp hạng từ khi nó ra mắt (trừ năm 2002 và 2006). Nó đang giữ danh hiệu album có thời gian trụ hạng lâu nhất (tổng cộng 507 tuần trong Top 100 UK Albums Chart tới thời điểm 12 tháng 11 năm 2012), và cũng là album đầu tiên trong lịch sử UK Albums Chart đạt đến mốc 500 tuần trụ hạng. Tại Đức, Gold: Greatest Hits là album bán chạy thứ ba mọi thời đại với 2.5 triệu bản tiêu thụ. Nó cũng là album bán chạy nhất mọi thời đại tại Thuỵ Sĩ, với chứng nhận lượng đĩa đạt mốc nửa triệu bản. Gold: Greatest Hits cũng được xếp hạng thứ hai tại danh sách đĩa nhạc ngoại bán chạy nhất tại Phần Lan.
Gold: Greatest Hits được phát hành lại thành rất nhiều phiên bản "đặc biệt" hay "tái bản" lần lượt vào các năm 1999, 2002, 2003 với dạng đĩa CD/DVD, 2004 và 2008.

## Danh sách bài hát
Gold: Greatest Hits bao gồm "Lay All Your Love on Me", ca khúc hit top 10 tại Anh và Ireland, và "Thank You for the Music", ca khúc được chọn làm single giới hạn tại một số nước. Chỉ có khu vực Úc-Á album (2008) mới bao gồm "I Do, I Do, I Do, I Do, I Do", ca khúc hit toàn cầu của ABBA (trừ Anh và Ireland). Nó không có bản "Summer Night City" cho dù nó là bản hit lớn hơn "Voulez-Vous" ca khúc được phát hành.

### Phiên bản toàn thế giới (trừ Úc-Á đến năm 2008)
Tất cả đều được sáng tác bởi Benny Andersson và Björn Ulvaeus, ngoại trừ những bản đã được ghi chú.
1. "Dancing Queen" (1976) (Andersson, Stig Anderson, Ulvaeus) – 3:51
2. "Knowing Me, Knowing You" (1976) (Andersson, Anderson, Ulvaeus) – 4:03
3. "Take a Chance on Me" (1977) – 4:06
4. "Mamma Mia" (1975) (Andersson, Anderson, Ulvaeus) – 3:33
5. "Lay All Your Love on Me" (1980) – 4:35
6. "Super Trouper" (1980) – 4:13
7. "I Have a Dream" (1979) – 4:42
8. "The Winner Takes It All" (1980) – 4:54
9. "Money, Money, Money" (1976) – 3:06
10. "S.O.S." (1975) (Andersson, Anderson, Ulvaeus) – 3:20
11. "Chiquitita" (1979) – 5:27
12. "Fernando" (1976) (Andersson, Anderson, Ulvaeus) – 4:14
13. "Voulez-Vous" (1979) – 4:21/5:10
14. "Gimme! Gimme! Gimme! (A Man After Midnight)" (1979) – 4:52
15. "Does Your Mother Know" (1979) – 3:13
16. "One of Us" (1981) – 3:58
17. "The Name of the Game" (1977) (Andersson, Anderson, Ulvaeus) – 3:56/4:54
18. "Thank You for the Music" (1977) – 3:49
19. "Waterloo" (1974) (Andersson, Anderson, Ulvaeus) – 2:46

### Phiên bản Úc-Á (năm 2008)
Tất cả đều được sáng tác bởi Andersson và Ulvaeus, ngoại trừ những bản đã được ghi chú.
1. "Dancing Queen" (1976) (Andersson, Anderson Ulvaeus) – 3:49
2. "Knowing Me, Knowing You" (1977) (Andersson, Anderson, Ulvaeus) – 4:01
3. "Take a Chance on Me" (1978) – 4:01
4. "Mamma Mia" (1975) (Andersson, Anderson, Ulvaeus) – 3:32
5. "Lay All Your Love on Me" (1980) – 4:32
6. "Ring Ring" (1973) (Andersson, Ulvaeus, Neil Sedaka, Phil Cody) – 3:02
7. "I Do, I Do, I Do, I Do, I Do" (1975) (Andersson, Anderson, Ulvaeus) – 3:15
8. "The Winner Takes It All" (1980) – 4:54
9. "Money, Money, Money" (1976) – 3:05
10. "S.O.S" (1975) (Andersson, Anderson, Ulvaeus) – 3:19
11. "Chiquitita" (1979) – 5:26
12. "Fernando" (1976) (Andersson, Anderson, Ulvaeus) – 4:10
13. "Voulez-Vous" (1979) – 4:21
14. "Gimme! Gimme! Gimme! (A Man After Midnight)" (1979) – 4:46
15. "Does Your Mother Know" (1979) – 3:14
16. "One of Us" (1981) – 3:53
17. "The Name of the Game" (1977) (Andersson, Anderson, Ulvaeus) – 3:56
18. "Rock Me" (1975) – 3:02
19. "Waterloo" (1974) (Andersson, Anderson, Ulvaeus) – 2:42

### Phiên bản đặc biệt có đính kèm CD
Năm 2003, Gold: Greatest Hits được phát hành tại châu Âu (ngoại trừ Anh) với đĩa được tặng kèm.
1. "Summer Night City"
2. "Angeleyes"
3. "The Day Before You Came"
4. "Eagle"
5. "I Do, I Do, I Do, I Do, I Do"
6. "So Long"
7. "Honey, Honey"
8. "The Visitors"
9. "Ring Ring"
10. "When I Kissed the Teacher"
11. "The Way Old Friends Do"

## Phiên bản VHS video tại nhà
Tất cả đều được sáng tác bởi Benny Andersson và Björn Ulvaeus, ngoại trừ những bản đã được ghi chú.
1. "Dancing Queen" (1976) (1992 Version) (Andersson, Stig Anderson, Ulvaeus) – 3:51
2. "Knowing Me, Knowing You" (1976) (Andersson, Anderson, Ulvaeus) – 4:03
3. "Take a Chance on Me" (1977) – 4:05
4. "Mamma Mia" (1975) (Andersson, Anderson, Ulvaeus) – 3:33
5. "Lay All Your Love on Me" (1980) – 4:35
6. "Super Trouper" (1980) – 4:13
7. "I Have a Dream" (1979) – 4:42
8. "The Winner Takes It All" (1980) – 4:54
9. "Money, Money, Money" (1976) – 3:06
10. "S.O.S." (1975) (Andersson, Anderson, Ulvaeus) – 3:20
11. "Chiquitita" (1979) – 5:27
12. "Fernando" (1976) (Andersson, Anderson, Ulvaeus) – 4:14
13. "Voulez-Vous" (1979) – 4:21/5:10
14. "Gimme! Gimme! Gimme! (A Man After Midnight)" (1979) – 4:52
15. "Does Your Mother Know" (1979) – 3:13
16. "One of Us" (1981) – 3:58
17. "The Name of the Game" (1977) (Andersson, Anderson, Ulvaeus) – 3:56/4:53
18. "Thank You for the Music" (1977) – 3:49
19. "Waterloo" (1974) (Andersson, Anderson, Ulvaeus) – 2:46

## Phiên bản DVD
Tất cả đều được sáng tác bởi Benny Andersson và Björn Ulvaeus, ngoại trừ những bản đã được ghi chú.
1. "Dancing Queen" (1976) (Andersson, Stig Anderson, Ulvaeus) – 3:51
2. "Knowing Me, Knowing You" (1976) (Andersson, Anderson, Ulvaeus) – 4:03
3. "Take a Chance on Me" (1977) – 4:05
4. "Mamma Mia" (1975) (Andersson, Anderson, Ulvaeus) – 3:33
5. "Lay All Your Love on Me" (1980) – 4:35
6. "Super Trouper" (1980) – 4:13
7. "I Have a Dream" (1979) – 4:42
8. "The Winner Takes It All" (1980) – 4:54
9. "Money, Money, Money" (1976) – 3:06
10. "S.O.S." (1975) (Andersson, Anderson, Ulvaeus) – 3:20
11. "Chiquitita" (1979) – 5:27
12. "Fernando" (1976) (Andersson, Anderson, Ulvaeus) – 4:14
13. "Voulez-Vous" (1979) – 4:21/5:10
14. "Gimme! Gimme! Gimme! (A Man After Midnight)" (1979) – 4:52
15. "Does Your Mother Know" (1979) – 3:13
16. "One of Us" (1981) – 3:58
17. "The Name of the Game" (1977) (Andersson, Anderson, Ulvaeus) – 3:56/4:53
18. "Thank You for the Music" (1977) – 3:49
19. "Waterloo" (1974) (Andersson, Anderson, Ulvaeus) – 2:46
20. ABBA - The History - 25-minute documentary
21. "Dancing Queen" (1976) (1992 Version) (Andersson, Anderson, Ulvaeus) – 3:51

## Tham gia sản xuất
- Benny Andersson – chịu trách nhiệm chính, Keyboard, Hát
- Agnetha Fältskog – hát
- Anni-Frid Lyngstad – hát
- Björn Ulvaeus – banjo, guitar, hát

Sản xuất
- Benny Andersson; Björn Ulvaeus – Nhà sản xuất
- Michael B. Tretow – Chỉnh âm, tái bản phát hành kĩ thuật số (phiên bản 2002)
- Jon Astley – tái bản phát hành kĩ thuật số (tái bản năm 1999, 2002, 2004)
- Henrik Jonsson – tái bản phát hành kĩ thuật số (tái bản năm 2008)
- Ingemar Bergman – biên tập
- Chris Griffin – biên tập
- George McManus – biên tập
- Jackie Stansfield – biên tập
- John Tobler – biên tập
- Carl Magnus Palm – biên tập (tái bản năm 1999, 2002, 2004, 2008)

## Bảng xếp hạng
| Bảng xếp hạng(1992–2008)        | Thứ hạng cao nhất |
| ------------------------------- | ----------------- |
| Australian Albums Chart         | 1                 |
| Austrian Albums Chart           | 1                 |
| Belgium Albums Chart (Flanders) | 15                |
| Belgium Albums Chart (Wallonia) | 16                |
| Canadian Albums Chart           | 4                 |
| Croatian Albums Chart           | 7                 |
| Czech Albums Chart              | 38                |
| Danish Albums Chart             | 10                |
| Dutch Album Chart               | 2                 |
| European Top 100 Albums         | 1                 |
| Finnish Albums Chart            | 1                 |
| French Albums Chart             | 1                 |
| German Albums Chart             | 1                 |
| Hungarian Albums Chart          | 10                |
| Irish Albums Chart              | 1                 |
| Italian Albums Chart            | 2                 |
| Japanese Albums Chart           | 13                |
| Mexican Albums Chart            | 69                |
| New Zealand Albums Chart        | 3                 |
| Norwegian Albums Chart          | 1                 |
| Portuguese Albums Chart         | 2                 |
| Spanish Albums Chart            | 3                 |
| Swedish Albums Chart            | 1                 |
| Swiss Albums Chart              | 1                 |
| UK Albums Chart                 | 1                 |
| Uruguayan Albums Chart          | 5                 |
| US Billboard 200                | 36                |
| US Top Pop Catalog Albums       | 1                 |

| Quốc gia                                                                           | Chứng nhận   | Số đơn vị/doanh số chứng nhận |
| ---------------------------------------------------------------------------------- | ------------ | ----------------------------- |
| Argentina (CAPIF)                                                                  | 3× Bạch kim  | 210,000^                      |
| Argentina (CAPIF) phiên bản năm 1993                                               | Vàng         | 210,000^                      |
| Úc (ARIA)                                                                          | 16× Bạch kim | 1.120.000^                    |
| Áo (IFPI Áo)                                                                       | 3× Bạch kim  | 150.000*                      |
| Bỉ (BEA)                                                                           | 6× Bạch kim  | 300.000*                      |
| Brasil (Pro-Música Brasil)                                                         | Vàng         | 100.000*                      |
| Canada (Music Canada)                                                              | Kim cương    | 1.000.000^                    |
| Chile (IFPI Chile)                                                                 | 3× Bạch kim  | 60,000^                       |
| Czech Republic (IFPI Czech Republic)                                               | 3× Bạch kim  | 30,000x                       |
| Đan Mạch (IFPI Đan Mạch)                                                           | 6× Bạch kim  | 480.000^                      |
| Phần Lan (Musiikkituottajat)                                                       | 2× Bạch kim  | 145,962                       |
| Pháp (SNEP)                                                                        | Kim cương    | 1.000.000*                    |
| Đức (BVMI)                                                                         | 5× Bạch kim  | 2.500.000^                    |
| Hồng Kông (IFPI Hồng Kông)                                                         | 6× Bạch kim  | 120.000*                      |
| Hungary (Mahasz)                                                                   | Bạch kim     | 100,000^                      |
| Iceland (IFPI Iceland)                                                             | Vàng         | 5,000x                        |
| Ireland (IRMA)                                                                     | 6× Bạch kim  | 90.000^                       |
| India (IMI)                                                                        | Bạch kim     | 20,000*                       |
| Israel (IFPI)                                                                      | Bạch kim     | 40,000^                       |
| Ý (FIMI)                                                                           | 4× Vàng      | 270,000*                      |
| Ý (FIMI) phiên bản năm 2008                                                        | Bạch kim     | 270,000*                      |
| Nhật Bản (RIAJ)                                                                    | 3× Bạch kim  | 750.000^                      |
| Malaysia (RIM)                                                                     | 4× Bạch kim  | 100,000*                      |
| México (AMPROFON)                                                                  | Bạch kim     | 250.000^                      |
| New Zealand (RMNZ)                                                                 | 16× Bạch kim | 240.000^                      |
| Hà Lan (NVPI)                                                                      | 3× Bạch kim  | 300.000^                      |
| Na Uy (IFPI)                                                                       | 3× Bạch kim  | 150.000*                      |
| Ba Lan (ZPAV)                                                                      | Bạch kim     | 100.000*                      |
| Bồ Đào Nha (AFP)                                                                   | 2× Bạch kim  | 100,000^                      |
| Bồ Đào Nha (AFP) phiên bản năm 2008                                                | Bạch kim     | 100,000^                      |
| Nga (NFPF)                                                                         | Vàng         | 10.000*                       |
| Singapore (RIAS)                                                                   | 11× Bạch kim | 165,000*                      |
| Hàn Quốc (RIAK)                                                                    | Bạch kim     | 100,000x                      |
| Tây Ban Nha (PROMUSICAE)                                                           | 5× Bạch kim  | 500.000^                      |
| Thụy Điển (GLF)                                                                    | 5× Bạch kim  | 500.000^                      |
| Thụy Sĩ (IFPI)                                                                     | 10× Bạch kim | 500.000^                      |
| Taiwan (RIT)                                                                       | 7× Bạch kim  | 210,000*                      |
| Thái Lan (TECA)                                                                    | Vàng         | 20,000*                       |
| Anh Quốc (BPI)                                                                     | 14× Bạch kim | 5,100,000                     |
| Hoa Kỳ (RIAA)                                                                      | 6× Bạch kim  | 6.000.000^                    |
| Venezuela (APFV)                                                                   | Bạc          | 5,000x                        |
| Zimbabwe                                                                           | Vàng         |                               |
| Tổng hợp                                                                           |              |                               |
| Nam Phi (RiSA)                                                                     | Bạch kim     | 50,000^                       |
| * Chứng nhận dựa theo doanh số tiêu thụ. ^ Chứng nhận dựa theo doanh số nhập hàng. |              |                               |

## Bài viết liên quan
- ABBA Gold bởi Elisabeth Vincentelli – (ISBN 0-8264-1546-6) năm 2004.